# Herbert Chermside
Herbert Charles Chermside (ur. 31 lipca 1850 w Wilton, zm. 24 września 1929 w Londynie) – brytyjski wojskowy, generał, w latach 1902-1904 gubernator Queenslandu.

## Życiorys

### Młodość i kariera wojskowa
Był synem duchownego Kościoła Anglii. Dzięki uzyskanemu stypendium mógł uczyć się w elitarnej szkole średniej Eton College. Następnie studiował w szkole oficersiej Royal Military Academy, Woolwich. Po jej ukończeniu w 1870 został oficerem wojsk inżynieryjnych. W 1873 brał udział w ekspedycji do Arktyki. W latach 1876–1882 przebywał w Turcji, gdzie był attaché wojskowym, a następnie wojskowym wicekonsulem w Anatolii.
Od 1882, już w stopniu kapitana, służył w armii kontrolowanego przez Wielką Brytanię Egiptu. Brał udział w tłumieniu powstania Mahdiego. W 1888 został brytyjskim konsulem w regionie Kurdystanu, zaś w latach 1889-1896 ponownie pełnił obowiązki attaché wojskowego w Stambule. W latach 1897–1899 służył na Krecie jako dowódca tamtejszego garnizonu wojsk brytyjskich. W 1898 otrzymał awans na pierwszy stopień generalski. Po powrocie do kraju krótko dowodził jednostką w Irlandii, po czym został wysłany na front II wojny burskiej, gdzie dowodził dywizją.

### Gubernator Queensland
W 1902 został mianowany gubernatorem Queensland. Był pierwszą zajmującą to stanowisko osobą, której cała kadencja przypadała już na czas po przekształceniu Queenslandu z kolonii brytyjskiej w stan nowo powołanego Związku Australijskiego. Po przybyciu do Brisbane dobrowolnie zmniejszył swoją pensję o 15%, co miało być wyrazem jego solidarności z mieszkańcami przeżywającego trudności gospodarcze stanu. W 1904 popadł w ostry konflikt z parlamentem stanu po tym, jak uchwalono ustawę poważnie, przymusowo i na stałe zmniejszającą wynagrodzenie gubernatora. Choć przepisy te miały objąć dopiero jego następcę, Chermside uznał je za celowo obniżające rangę urzędu gubernatorskiego. W geście protestu podał się do dymisji, w połowie swojej czteroletniej kadencji.

### Późniejsze życie i śmierć
Po powrocie do Wielkiej Brytanii jeszcze przez trzy lata służył w wojsku, po czym w 1907 przeszedł na emeryturę w stopniu trzygwiazdkowego generała. Wycofał się z działalności publicznej, żył jeszcze przez 22 lata. Zmarł we wrześniu 1929 w wieku 79 lat.

## Odznaczenia
W 1880 otrzymał Order św. Michała i św. Jerzego klasy Kawaler. W 1886 został Kawalerem Orderu Łaźni. W 1897 został awansowany do rangi Rycerza Orderu św. Michała i św. Jerzego, co pozwoliło mu dopisywać przed nazwiskiem tytuł Sir. W 1899 otrzymał ten order po raz trzeci, tym razem w najwyższej klasie Rycerz Wielkiego Krzyża.